# Тураев, Хикматиллох Достонович
Хикматиллох Достонович Тураев (узб. Hikmatilloh Dostonovich Turayev; род. 25 мая 1995) — узбекский дзюдоист, выступающий в весовой категории до 73 килограммов. Чемпион Всемирных военных игр 2019 года в Ухани, бронзовый призёр чемпионата Азии, победитель и призёр Гран-при и призёр турниров Большого шлема. Участник Олимпийских игр.

## Биография
Хикматиллох Тураев родился 25 мая 1995 года.

## Карьера
На Кубке мира в Оренбурге в 2015 году добрался до четвертьфинала. На Азиатском кубке среди юниоров в том же году в Чирчике выиграл золото.
В 2016 году проиграл в поединке за бронзу на турнире Большого шлема в Тюмени.
В 2017 году завоевал бронзу на Гран-при в Ташкенте.
В 2019 году он выиграл золотую медаль в весовой категории до 73 кг на Всемирных военных играх 2019 года, проходивших в Ухане, Китай.
На чемпионате Азии по дзюдо в 2019 году в эль-Фуджайре Хикматиллох выиграл бронзовую медаль в весовой категории до 73 кг. На летней Универсиаде 2019 года, проходившей в Неаполе, он также выиграл бронзовую медаль в мужских соревнованиях до 73 кг. В том же году Хикматиллох также участвовал в весовой категории до 73 килограммов на чемпионате мира по дзюдо 2019 года, который проходил на арене «Будокан» в Токио. Уже в первом поединке он уступил Мохамеду Мохиелдину из Египта.
В январе 2021 года он выиграл бронзовую медаль на «Мастерс» в Дохе. В июне 2021 года он проиграл в поединке за бронзовую медаль в мужской категории до 73 кг на чемпионате мира в Будапеште.
На перенесённых на 2021 год летних Олимпийских играх 2020 года в Токио в первом поединке победил немца Игоря Вандтке, но затем уступил корейцу Ан Чхаллиму.